# Сеймур, Джордж, 7-й маркиз Хартфорд
Джордж Фрэнсис Александр Сеймур, 7-й маркиз Хартфорд (англ. George Francis Alexander Seymour, 7th Marquess of Hertford; 20 октября 1871 — 16 февраля 1940) — британский дворянин и военный. С 1884 по 1912 год он носил титул учтивости — граф Ярмут.

## Ранняя жизнь
Джордж Сеймур родился 20 октября 1871 года. Второй ребёнок и старший сын Хью Сеймура, 6-го маркиза Хартфорда (1843—1912), и Достопочтенной Мэри Худ (1846—1909). Его братья и сестры: леди Маргарет Элис Сеймур (1869—1901), чья фамилия после замужества стала Исмей, леди Эмили Мэри Сеймур (1873—1948), леди Виктория Фредерика Вильгельмина Джорджина Сеймур (1874—1960), леди Эдит Джейн Сеймур (род. 1877), лорд Генри Чарльз Сеймур (1878—1939), который женился на леди Хелен Гровенор, дочери 1-го герцога Вестминстера, лорд Эдвард Бошамп Сеймур (1879—1917) и лорд Джордж Фредерик Сеймур (1881—1940).
Его дедом и бабкой по отцовской лини были Фрэнсис Сеймур, 5-й маркиз Хартфорд (1812—1884), и леди Эмили Мюррей (1816—1902), дочь Дэвида Мюррея, 3-го графа Мэнсфилда. Его дедушкаи бабушка по материнской линии — генерал Александр Худ, 1-й виконт Бридпорт (18014-1904), и леди Мэри Пенелопа Хилл (1817—1884), дочь Артура Хилла, 3-й маркиз Дауншира.

## Карьера
В 1895 году его семья отправила его в Австралию «на благо его здоровья и страны» из-за его вопиющего поведения. Он поселился в Маккае, выращивая сахарный тростник и бананы, но быстро вызвал сильную неприязнь из-за того, что был нечестным работодателем: ему предъявил иск рабочий (который выиграл дело) за недоплату, и он хвастался обманом канаков, которые купили его цыплят, заставив думать, что золотые соверены менее ценны, чем серебряные полкроны.
Он был известен домашними вечеринками для всех мужчин в своей изолированной резиденции «Скалы» недалеко от Маккея и приобрел дурную славу за «танцы в юбке» в расшитой блестками одежде с крыльями бабочки, как выразилась одна газета: «кружиться в пушистых облаках». змеиный танец перед аудиторией канака … Его ноги были жесткими и тощими, его аудитория не проявляла особой склонности к тому, чтобы потушить его, как длинную свинью ". Когда он вернулся в Англию в 1897 году, газета Маккея отметила, что граждане «больше интересовались его отъездом», чем его прибытием.
С 1889 по 1894 год он служил в Черной страже и был лейтенантом Уорикширского имперского йоменри. Он занимал должность заместителя лейтенанта Уорикшира и мирового судьи Уорикшира.
Он выступал на сцене в Соединенных Штатах в одной из компаний Чарльза Фромана под именем Эрика Хоупа.
Он объявил о банкротстве в 1909 и 1910 годах, незадолго до того, как унаследовал титулы и имущество своего отца, Рэгли-Холл.

## Пэрство
После смерти своего отца 23 марта 1912 года Джордж Сеймур стал 7-м маркизом Хартфордом, 7-м графом Хартфордом, 7-м графом Ярмутом, 8-м бароном Конуэем из Рэгли, 7-м виконтом Бошамом и 8-м бароном Конуэем из Киллалтага.

## Личная жизнь
27 апреля 1903 года граф Ярмут женился на наследнице Элис Корнелии Тау (2 января 1880 — 8 мая 1955). Она была дочерью американского бизнесмена Уильяма Тау-старшего . На свадьбе он вымогал у её родителей увеличить приданое под угрозой, что он не вступит в брак . Брак был расторгнут в 1908 году из-за из-за его неосуществления. В рамках развода все финансовые интересы были возвращены Тау , и она возобновила использование своей девичьей фамилии.
В мае 1913 года маркиз Хартфорд обручился с миссис Мосс-Кокл, которая была намного старше его и получила 3 250 000 долларов от своего бывшего мужа. В июле того же года помолвка была отменена, с Нью-Йорк Таймс пишет: «ходят слухи, что в последнее время на пути истинной любви не так гладко, как следовало бы в случае маркиз Хартфорд и миссис Мосс-Кокл, привлечение которых было недавно объявлено».
Лорд Хартфорд скончался в своем доме в Торки, графство Девоншир, в 1940 году в возрасте 68 лет и бездетным. Его титулы перешли к его племяннику, Хью Сеймуру.